# Club Almagro
Club Almagro jest argentyńskim klubem sportowym z siedzibą w mieście Buenos Aires, znanym przede wszystkim z sekcji piłki nożnej.

## Osiągnięcia
- Mistrz drugiej ligi argentyńskiej (2): 1937, 1968
- Mistrz trzeciej ligi argentyńskiej (Primera C): 1971

## Historia
Klub założony został 6 stycznia 1911 w dzielnicy Buenos Aires Almagro pod początkową nazwą Sportivo Almagro. W 1919 roku po dołączeniu do Sportivo Almagro pierwszoligowego klubu Columbian klub zadebiutował w pierwszej lidze.
Obecnie klub w dalszym ciągu utrzymuje wiele sportowych obiektów w dzielnicy Almagro, ale stadion klubowy Estadio Almagro o pojemności 19000 widzów znajduje się przy 2223 Marcelo T. de Alvear, José Ingenieros, poza granicami administracyjnymi miasta Buenos Aires, choć w jego zespole miejskim.
Almagro, po wygraniu drugiej ligi, grał przez rok w pierwszej lidze w 1938 roku. W 1968 klub ponownie wygrał drugą ligę, ale tym razem obowiązywały inne reguły i nie awansował automatycznie do pierwszej. Rozegrany został turniej Reclasificatorio, w którym wzięły udział najlepsze drużyny drugiej ligi i najgorsze z pierwszej. Grając w tym turnieju Almagro nie zdołał uzyskać awansu do pierwszej ligi. 
Tricolores przez większość czasu grali w drugiej lidze, kilka lat w trzeciej, ale w 2000 i 2004 roku awansowali do pierwszej ligi (Primera división argentina), jednak za każdym razem tylko na jeden sezon. Obecnie klub gra w drugiej lidze argentyńskiej (Primera B Nacional Argentina).